# Dioploteri
Els dioploteris (Dioplotherium) són un gènere extint de mamífers sirenis de la família dels dugòngids que visqueren a les Amèriques des de l'Oligocè superior fins al Pliocè inferior, fa entre 4,9 i 28,1 milions d'anys. Se n'han trobat restes fòssils a l'Argentina, el Brasil, els Estats Units i Mèxic. La seva distribució indica que es dispersaren pel canal marítim centreamericà. Estaven dotats d'ullals grossos i amb forma de fulla de navalla que els haurien pogut servir per extraure herba marina dels fons del mar. El refredament del clima a partir del final del Miocè mitjà i els moviments tectònics que afectaren la regió provocaren canvis en els ecosistemes dels dioploteris i acabaren provocant-ne l'extinció.